# Вино Мариани
«Вино́ Мариани́» (фр. Vin Mariani) — популярный во второй половине XIX века в странах Европы и Америки винный напиток с содержанием кокаина.
«Вино Мариани» создано (патент от 1863 года) французским химиком корсиканского происхождения Анджело Мариани на основе вин Бордо с добавлением экстракта листьев коки. С 1870 стал широко продаваться во Франции и других странах Европы и обеих Америк. На одну унцию напитка приходилось 6 мг кокаина, а при экспорте — даже 7,2 мг (соответственно 20 и 25 мг на 100 г). В соответствии с рекомендацией Мариани нужно было ежедневно выпивать три бокала, в которых содержалось около ста миллиграммов чистого кокаина. 
Напиток быстро завоевал популярность. О вине Мариани положительно отзывались такие люди, как Александр Дюма и Анатоль Франс, Конан Дойль и Р. Л. Стивенсон, Генрик Ибсен и Жюль Верн, главный раввин Франции и королева Виктория, а также двое римских пап: Пий Х и Лев XIII.
В 1884 году американский аптекарь Джон Пембертон из Атланты создал на базе местных вин аналогичный напиток, названный им Pemberton’s French Wine Coca. Помимо экстракта из коки, напиток содержал вино и экстракт дамианы. В следующем, 1885 году, в Атланте и ряде других округов штата Джорджия был введён «сухой закон». Пембертону пришлось изменить формулу напитка, исключив алкогольную основу, и заменив её сиропом из жжённого сахара с газированием, а также добавив вытяжку из орехов колы. Новая версия напитка была названа Coca-Cola.
Вино Мариани повсеместно запретили к продаже в годы Первой мировой войны.